# Adam Beach
Adam Ruebin Beach (Ashern, 11 de novembro de 1972) é um ator canadense. Ele é mais conhecido como Uncas em O Último dos Moicanos, o marujo Ira Hayes em Flags of Our Fathers, soldado Ben Yahzee em Windtalkers, Dr. Charles Eastman em Bury My Heart at Wounded Knee e como o detetive Chester Lake em Law & Order: Special Victims Unit. Em 2014 foi escolhido pra viver o personagem Amarra no filme Esquadrão Suicida, dirigido por David Ayer. 
Estrelou o filme "O Último Grande Guerreiro" (Squanto - A Warrior´s Tale), de 1994 e também participou de Cowboys & Aliens, de 2011.